# Bethlehemskirche (Rotenhagen)
Die Bethlehemskirche in Rotenhagen ist die Kirche der altlutherischen Gemeinde im Ortsteil Rotenhagen in der ostwestfälischen Stadt Werther (Westf.) im Kreis Gütersloh.

## Geschichte
Die Bethlehemskirche entstand nach Bildung einer altlutherischen Gemeinde als kleiner Saalbau im Rundbogenstil mit vorgesetztem Westturm und Halbkreisapsis im Osten. Der Turm erhielt neuromanische Fensteröffnungen.
Der erste Gottesdienst wurde 1889 in der Kirche nach altlutherischen Ritus gefeiert.
Die Gemeinde gehört heute zur Johannes-Gemeinde in Schwenningdorf im Kirchenbezirk Niedersachsen-Süd der Selbständigen Evangelisch-Lutherischen Kirche.